# Машаллах
Машаллах (ма шаа́ Алла́х, от араб. مَا شَاءَ ٱللَّهْ‎, дословно — «то, что пожелал Аллах») — арабское ритуальное молитвенное восклицание, междометное выражение, часто используемое в арабских и других мусульманских странах, как знак изумления, радости, хвалы и благодарности Богу и смиренного признания того, что всё происходит по воле Аллаха. Фраза широко используется арабоязычными народами или просто мусульманами.
Выражение, вероятно, восходит к Корану, где в суре Аль-Кахф, 39 сказано:

Почему, войдя в сад, ты не сказал: „Так пожелал Аллах! Нет мощи, кроме как от Аллаха!“

Оригинальный текст (ар.)وَلَوْلَآ إِذْ دَخَلْتَ جَنَّتَكَ قُلْتَ مَا شَآءَ ٱللَّهُ لَا قُوَّةَ إِلَّا بِٱللَّهِۚ إِن تَرَنِ أَنَا۠ أَقَلَّ مِنْكَ مَالًا وَوَلَدًا—  18:39 (Османов)

## Применение
Обычно произносится сразу после получения добрых новостей. Также используется как фраза-оберег против сглаза при произнесении позитивных утверждений, похвалы, одобрения, восхищения чем или кем-либо (например, после комментариев по поводу здорового вида новорождённого). Считается, что через такое ритуальное обесценивание достоинств можно избежать зависти и дурного глаза.
В русской культуре примерно соответствует фразе «слава Богу».